# Гарбања Новарезе
Гарбања Новарезе (итал. Garbagna Novarese) је насеље у Италији у округу Новара, региону Пијемонт.
Према процени из 2011. у насељу је живело 1287 становника. Насеље се налази на надморској висини од 131 м.

## Становништво
| 1936. | 1951. | 1961. | 1971. | 1981. | 1991. | 2001. | 2011. |
| ----- | ----- | ----- | ----- | ----- | ----- | ----- | ----- |
| 1.025 | 1.091 | 1.018 | 788   | 876   | 851   | 964   | 1.350 |